# Rodrigo Cunha
Rodrigo Santos Cunha (Arapiraca, 11 de maio de 1981) é um advogado e político brasileiro, filiado ao Podemos (PODE). Atualmente, exerce o cargo de Vice-prefeito de Maceió. É filho da ex-deputada federal Ceci Cunha, assassinada em 1998.

## Família e Formação
Rodrigo Cunha nasceu em 11 de maio de 1981 em Arapiraca. Filho da médica Ceci Cunha e do comerciante Juvenal Cunha. 
Possui graduação em Direito pela UFAL (2005), pós-graduado em Direito do Consumidor pela Uniderp e em Gestão Estratégica Empresarial pelo ISLA.
Em 1998, sua mãe, então deputada federal junto com seu pai e sua avó foram assassinados em tiroteio, o crime foi encomendado pelo suplente da sua mãe para que ele pudesse assumir o cargo de deputado federal.
Foi Superintendente do PROCON do Estado de Alagoas (2008-2015), Vice-Presidente do Conselho Estadual de Proteção ao Consumidor, Vice-Presidente da Associação Brasileira dos Procons (2013-2015) e membro da Comissão Nacional de Defesa do Consumidor e Acesso à Justiça.
Rodrigo Cunha separou-se em 2018 de Lavínia Cavalcanti, com quem foi casado e teve dois filhos, João Juvenal, nascido em 2008, e Luna Ceci, nascida em 2011. 
Em 2020, Cunha começou a namorar Milane Hora, cantora e advogada. Durante o carnaval em Salvador de 2023, Rodrigo pediu Millane em casamento.
Em setembro de 2024, Rodrigo anunciou com Millane que estava a espera do primeiro filho do casal.

## Carreira Política

### Deputado Estadual (2015-2019)
Nas eleições estaduais de 2014, foi o deputado estadual mais bem votado de Alagoas, com 60 759 votos.
Foi Presidente da Comissão de Ciência e Tecnologia da Informação, vice presidente da Comissão de Administração e membro da Comissão de  Direitos Humanos e Segurança Pública e da Comissão de Transporte, Comunicação, Serviços e Obras Públicas.

### Senador da República (2019-2024)
Nas eleições estaduais de 2018, foi eleito senador por Alagoas, obtendo 895.738 votos, o que corresponde a 34,42% dos votos válidos. Assim sendo o Senador mais votado de seu estado.
Apesar de eleito como filiado pelo PSDB, fez uma campanha independente. No início da corrida eleitoral, demonstrou insatisfação com a coligação feita por seu partido para a disputa pelo governo do estado e seguiu fazendo campanha sem associar sua imagem à chapa majoritária do partido.
Em junho de 2019, votou contra o Decreto das Armas do governo, que flexibilizava porte e posse para o cidadão.
Em fevereiro de 2021, foi eleito presidente da Comissão de Ciência, Tecnologia, Inovação, Comunicação e Informática do Senado Federal do Brasil para o biênio 2021-2022.
Em fevereiro de 2023, Rodrigo foi eleito 2° vice-presidente da mesa diretora do Senado Federal, para o biênio de 2023-2025, sucedendo Romário.

### Candidatura ao governo de Alagoas em 2022
Nas eleições de 2022, Rodrigo Cunha se candidata ao governo do estado, tendo a deputada estadual Jó Pereira como sua candidata a vice. Foi ao segundo turno contra o candidato governista, Paulo Dantas. Apesar de nomes políticos do estado que apoiaram sua candidatura como o prefeito de Maceió, João Henrique Caldas e o presidente da Câmara dos Deputados, Arthur Lira terem apoiado Jair Bolsonaro como candidato a reeleição á presidência, Cunha não apoiou publicamente nenhum candidato, mantendo-se na neutralidade. No dia 30 de outubro, é derrotado na disputa, tendo 47,67% dos votos contra 52,33% de Dantas.

### Vice-prefeito de Maceió (2025-presente)
Nas eleições de 2024 concorreu ao cargo de vice-prefeito de Maceió, na chapa encabeçada por João Henrique Caldas, do Partido Liberal, JHC e Rodrigo alcançaram a vitória em um único turno, com 83,25% dos votos válidos do pleito. Em 1.º de janeiro de 2025 tomaram posse em seus respectivos cargos.

### Secretário de Infraestrutura (2025-presente)
Nomeado pelo prefeito JHC, Rodrigo assumiu a secretaria em 2 de janeiro de 2025, sucedendo Lívio Lima. Cunha comprometeu-se a modernizar a infraestrutura da cidade, promovendo a pavimentação de vias, a implantação e manutenção do sistema de drenagem e a execução de obras estruturantes, Além disso, ele prometeu reformar e requalificar praças e espaços públicos, colaborando com o setor de mobilidade urbana.
| Ano  | Eleição              | Partido | Cargo                                            | Votos   | %                 | Resultado  | Ref    |
| ---- | -------------------- | ------- | ------------------------------------------------ | ------- | ----------------- | ---------- | ------ |
| 2014 | Estaduais em Alagoas | PSDB    | Deputado estadual                                | 60.759  | 4,25%             | Eleito     | [ 22 ] |
| 2018 | Estaduais em Alagoas | PSDB    | Senador                                          | 895.738 | 34,42%            | Eleito     | [ 23 ] |
| 2022 | Estaduais em Alagoas | UNIÃO   | Governador                                       | 407.220 | 26,79% (1º Turno) | Não Eleito | [ 24 ] |
| 2022 | Estaduais em Alagoas | UNIÃO   | Governador                                       | 759.984 | 47,67% (2º Turno) |            | [ 24 ] |
| 2024 | Municipal de Maceió  | PODE    | Vice-prefeito Titular: João Henrique Caldas (PL) | 379.544 | 83,25%            | Eleito     | [ 25 ] |